# Alpesi országok
Az alpesi országok alatt azon országokat értjük, melyek részben vagy egészben az Alpokban fekszenek.  Az alpesi régió egyike Közép-Európa két nagy régiójának, a másik V4-ek országai által alkotott régió. Bár földrajzilag csak egyetlen ország fekszik teljes egészében az Alpokban, általában - Németországot kivéve - az alpesi országokat egészében az alpesi régióhoz sorolják, mivel jelentős gazdasági bevételük származik a hegységből. Az alpesi országokat összeköti az egynyelvűség, ugyanis az Alpok lakosságának többsége német nyelvű, kivéve Szlovéniát, ahol a szlovén nyelvet beszélő szlovének élnek.

## Az Alpok
Az Alpok Európa egyik nagy hegylánca, amely keleten Szlovéniából és Ausztriából Olaszországon, Svájcon, Liechtensteinen és Németországon keresztül nyugaton Franciaországig nyúlik. Az Eurázsiai-hegységrendszer tagja, az újidő harmadidőszakában keletkezett. Legmagasabb csúcsa a francia-olasz határon található Mont Blanc (4807 m).

## Az alpesi országok
- Ausztria

- Liechtenstein

- Németország

- Svájc

- Szlovénia

Az öt ország közül egyedül Liechtenstein fekszik egészében az Alpokban.
Továbbá az Alpok kis részben a következő országokban is fekszik:
- Olaszország (Közép-Európához elsősorban Dél-Tirol sorolandó)

- Franciaország (Közép-Európához elsősorban Elzász és Lotharingia sorolandó)